# Фиртич, Георгий Иванович
Гео́ргий Ива́нович Фи́ртич (20 октября 1938, Псков — 27 января 2016, Санкт-Петербург) — советский и российский композитор, джазовый пианист, профессор Российского государственного педагогического университета имени А. И. Герцена. Заслуженный деятель искусств Российской Федерации (1992).

## Биография
Окончил Музыкальное училище им. Н. А. Римского-Корсакова (класс композиции Б. Можжевелова) и Ленинградскую консерваторию (1962, класс Юрия Балкашина и Бориса Арапова).
Рано начал выступать как пианист: в школьные годы с исполнением классики и собственных сочинений, в училище — как джазовый исполнитель. На старших курсах консерватории стал писать для кино (в этой области проработал почти 40 лет). В 1962 году вступил в Союз композиторов. С 1994 года руководил АСМ (Ассоциацией современной музыки) Союза композиторов Санкт-Петербурга.
Похоронен на Смоленском православном кладбище Санкт-Петербурга.

## Работа в кино
Если на съёмочной площадке появляется худощавый юноша с ясными детскими глазами и белобрысым чубом и если даже режиссёр уважительно называет его «Георгий Иванович», — трудно скрыть удивление и вполне законное журналистское любопытство. Этот мальчик, похожий на школьника, — композитор? Да, и одновременно дебютант в кино.
— М. Галина
За время работы в кино сотрудничал с режиссёрами Леонидом Гайдаем, Михаилом Швейцером, Владимиром Вайнштоком, Николаем Губенко, Владимиром Плотниковым, Аидой Манасаровой, режиссёром-мультипликатором Давидом Черкасским («Приключения капитана Врунгеля», «Доктор Айболит») и многими другими.
Работал с Владимиром Высоцким над мюзиклом, задуманным в 1973 году балетмейстером и либреттистом Кириллом Ласкари «Необычайное приключение на волжском пароходе» (27 музыкальных номеров на стихи Высоцкого; мюзикл запрещён к постановке коллегией Министерства культуры СССР, поставлен лишь десять лет спустя, после смерти Высоцкого, Семёном Спиваком и Владимиром Тыкке в Ленинграде), а также над киновестерном В. Вайнштока «Вооружён и очень опасен» (в фильм вошли три песни Фиртича в исполнении Л. Сенчиной; стихи для этих песен создавались Высоцким на уже сочинённые композитором мелодии).

## Музыкальное творчество
Георгию Фиртичу принадлежат произведения как в академическом жанре, так и в области популярной музыки.

Не могу сказать, что она [музыка Фиртича] приносит сладостное удовольствие. Наоборот, она полна резкостей, неожиданностей, крутых поворотов в своём течении. Но она интригующе увлекательна и по-своему красива.
— Э. Финкельштейн

Фиртич — мастер исключительно креативный, его интересы широки, они охватывают самые разные области музыки. И в каждой из областей, по которым пролегает его творческий путь, Фиртич — легенда. Переходя из одной музыкальной страны в другую, он привлекает сердца, но всюду он — сам по себе. И в каждой из этих стран у Фиртича есть друзья, поклонники, соратники, но и для них он всегда остается в чём-то неразгаданным.— Р. Рудица

### Академические сочинения
Среди академических сочинений выделяется ряд крупных партитур:
- 1961 — «Клоп», балет в двух действиях по пьесе В. Маяковского. В соавторстве с Ф. Отказовым (О. Каравайчуком). Либретто Л. Якобсона.
- 1964 — «Возвращение», телефильм-балет. Либретто К. Ласкари и В. Окунцова.
- 1971 — «Баня», опера по пьесе В. Маяковского. Либретто А. Почиковского.
- 1980 — Концерт-симфония для фортепиано и симфонического оркестра.
- 1998 — «Солнечная дорога», симфоническая увертюра.
- 1999 — «Воспоминания о Михайловском», симфоническая поэма.
- 1997 — Концерт для двух фортепиано и…
- 1999 — «Музыкальная терапия», фантазия-квинтет.
- 2000 — «Резонансы», симфония для камерного ансамбля.
- 2001 — «Псков», симфония.
- 2002 — «Солнечный ветер», симфония.

В симфонии «Солнечный ветер» не живописуется красота небосвода или игра лучезарных бликов, а передано грандиозное, всеохватное чувство ужаса от надвигающихся космических неспокойствий (М. Лобанов).
— М. А. Лобанов

В концепции «Солнечного ветра» сказались и учение В. Вернадского, и теория Л. Гумилева. Но главное здесь — упоение непознаваемостью, тем невообразимым, которое можно вообразить: мечущимися за гранью скоростей частицами, лучами, сгустками, черно-золотым или раскаленным до невидимости космосом. Космосом, которого, быть может, нет, но который вызывает в сердце мечтания и трепет.— Р. Рудица
- 2003 — «Конец Манвантары», симфония-мистерия для синтезатора (премьера состоялась в 2007 году в петербургском Ледовом дворце)
- 2003 — Струнный квартет
- 2004 — «Футу-Рус» («Амплитуды»), композиция для шести. На стихи В. Маяковского, Е. Гуро, Д. Бурлюка
- 2005 — Концерт-симфония для голоса и симфонического оркестра
- 2005 — «Город солнца», симфония-мистерия для синтезатора
- 2006 — Концерт для скрипки с оркестром
- 2006 — «Победа над солнцем», опера для солистов и инструментального ансамбля

Опера создана «заново» по либретто В. Хлебникова и А. Кручёных (премьера «первого варианта» легендарной футуристической оперы состоялась в 1913 году, с музыкой М. Матюшина и оформлением К. Малевича). Фиртич сочинил новую музыку для фортепиано и ударных
- 2007 — «Про-100-песня», ликбез для восьми
- 2007 — «Сюр-брэк», инсталляция для фортепиано и ударных
- 2008 — «Макс Эрнст», симфония для синтезатора и камерного ансамбля

Создавая «Макса Эрнста» — симфонию по изображениям, Фиртич, по моей догадке, подошёл к открытию ещё одного жанра — кино без картинки, дав звуковое толкование подобного «фильма» максимально конкретно.
— М. А. Лобанов
- 2009 — «Рыжая пантера» фантазия для четырёх. Посвящается М. Шемякину. Текст Г. Фиртича
- 2009 — «Владимир Маяковский», симфоническая оратория для двух баритонов, сопрано и симфонического оркестра
- 2010 — «Про это», лирическая симфония для симфонического оркестра, скрипки соло и мужского голоса

Георгий Фиртич — автор камерных кантат на стихи В. Хлебникова, В. Брюсова, Н. Рериха, хоровых произведений, вокальных циклов на стихи А. Блока, А. Петрова, П. Верлена и на древнекитайские тексты, десяти фортепианных сонат (1960—1996), четырёх сонат для скрипки и фортепиано (1976, 1989, 1990, 2000), сонаты-фантазии для альта и фортепиано (1986). Писал музыку к спектаклям для драматических театров.

### Мюзиклы и музыкальные спектакли
- 1980 — «Необычайное приключение на волжском пароходе», мюзикл по повести А. Толстого (стихи В. Высоцкого).
- 1985 — «Приключения капитана Врунгеля», мюзикл по повести А. Некрасова (на грампластинках).
- 1985 — «Доктор Айболит», мюзикл (на грампластинках).
- 1990 — «Аленький цветочек», музыкальный спектакль по пьесе И. Аксакова.
- 1997 — «Два клёна», музыкальный спектакль по пьесе Е. Шварца.
- 1999 — «Недоросль», мюзикл по пьесе Д. Фонвизина.
- 2015 — «Белый. Петербург», мистерия по мотивам романа А. Белого «Петербург» (либретто Константина Рубинского)

Песни Фиртича, написанные для кино и эстрады, исполняли Владимир Высоцкий, Эдуард Хиль, Лариса Мондрус, Людмила Сенчина, Нина Пантелеева и другие.

## Фильмография
Фиртич — автор музыки к кинофильмам, особую популярность получили песни из мультфильма «Приключения капитана Врунгеля» (стихи Ефима Чеповецкого, 1976).

Песни из «Приключений капитана Врунгеля» поныне остаются в числе известнейших мелодий. Что творилось в те дни, когда состоялась премьера «Капитана Врунгеля»! Чуть ли не все школьники страны, как, впрочем, и их родители, распевали: «Мы бандито гангстерито». Музыка эта очаровала всех своей необычайностью. Она — и о дальних краях, и о приключениях, и о магнетических «элементах сладкой жизни» — вообще, о жизни неформальной, забубённой, «отвязной»… И, вместе с тем, она несёт в себе жесткую иронию по отношению ко всем этим соблазнам.— Р. Рудица
- 1961 — В мире танца
- 1962 — Деловые люди
- 1965 — Дети Дон Кихота
- 1965 — ЧП в пятом «Б»
- 1965 — Мимо окон идут поезда
- 1966 — Папа, сложи!
- 1967 — Красное, синее, зелёное
- 1968 — Золотой теленок
- 1969 — Золото
- 1969 — Мистерия-буфф (м/ф)[5]
- 1970 — Друг Тыманчи (ТВ)
- 1970 — Короткие истории (м/ф)[5]
- 1973 — Возвращённый год
- 1973 — Возле этих окон
- 1973 — Самые красивые корабли
- 1974 — Если хочешь быть счастливым
- 1974 — Небо со мной
- 1975 — Победитель
- 1975 — Роса
- 1976—1979 — Приключения капитана Врунгеля (м/ф)[5]
- 1977 — Приезжая
- 1977 — Вооружён и очень опасен
- 1977 — Долг (ТВ)
- 1978 — Версия полковника Зорина
- 1979 — Утренний обход
- 1979 — На таёжных ветрах (ТВ)
- 1980 — Рассказ неизвестного человека
- 1982 — Смерть на взлёте
- 1982 — Формула памяти (ТВ)
- 1984 — Предел возможного (сериал)
- 1984—1985 — Доктор Айболит (м/ф)[5]
- 1991 — Заряженные смертью
- 1993 — Отряд «Д»
- 1993 — Тараканьи бега
- 1999 — Транзит для дьявола (сериал)

## Награды и звания
- Заслуженный деятель искусств Российской Федерации (31 декабря 1992 года) — за заслуги в области искусства[6]
- Орден Дружбы (23 ноября 2009 года) — за заслуги в развитии отечественной культуры и искусства, многолетнюю плодотворную деятельность[7]